# Consumer Electronics Control

Consumer Electronics Control est une spécification VESA implémentée dans un périphérique graphique est un protocole de contrôle basé sur le format HDMI CEC. Ce système permet de piloter plusieurs appareils connectés en liaison HDMI à partir d'une seule télécommande.
Ainsi, il est notamment possible de contrôler un lecteur Blu-ray et de sa chaîne HiFi connectée en HDMI, par le biais de la télécommande du téléviseur.
Un cordon HDMI Highspeed est requis pour les appareils datant d'après 2020 ou une liaison de type HDMI 1.2 pour les appareils plus anciens.
Pour véhiculer les signaux sonores, il convient d'utiliser la fonction HDMI ARC ou Audio Return Channel.